# A13 (carro armato)
La A13 era una serie di carri armati incrociatori ("Cruiser") britannici progettati e costruiti prima e durante la seconda guerra mondiale. Erano tutti basati sul sistema Christie. La sigla A13, seguita dal "Mark" ("Mk", modello) progressivo, costituiva la denominazione industriale del progetto, cui corrispondeva la denominazione del British Army, formata nel caso dei carri incrociatori dalla denominazione Tank, Cruiser, Mk, con una propria progressione del numero di "Mk". 

## Famiglia A13
| Nome industriale | Nome militare                    |
| ---------------- | -------------------------------- |
| A13 Mk I         | Tank, Cruiser, Mk III            |
| A13 Mk II        | Tank, Cruiser, Mk IV             |
| A13 Mk III       | Tank, Cruiser, Mk V "Covenanter" |